# Börsskärssundet
Börsskärssundet är ett sund i Finland. Det ligger i kommunen Korsnäs i landskapet Österbotten, i den sydvästra delen av landet, 400 km nordväst om huvudstaden Helsingfors.
Börsskärssundet löper mellan Bredskäret i väster och Börsskäret och Segelgrynnorna i öster. Den ansluter till Norrpåfjärden i söder och till Söderströmmen i norr. Sundet är bara 50 meter brett på det smalaste stället och bara drygt en meter djupt, men det är relativt fritt från stenar och en båtsportled går genom sundet.